# Браунинг М1900
Браунинг М1900 (фр. FN Model 1900), белгијски полуаутоматски пиштољ с почетка 20. века. Патентирао га је амерички конструктор Џон Браунинг (1855-1926). Коришћен је као лично оружје у Првом светском рату.

## Карактеристике
Први Браунингов полуаутоматски пиштољ, Браунинг М1900 је радио на принципу трзања затварача. Укупне масе око 620 г и калибра 7,65 мм, пунио се оквиром са 7 метака. Почетна брзина метка износила је око 259 м/с.